# جان ديولافوي
جان ديولافوي (بالفرنسية: Jane Dieulafoy)‏ (29 يونيو 1851 – 25 مايو 1916) هي مهندسة طرق وبناء فرنسية، وعالمة آثار، سافرت إلى إيران مع زوجها مارسيل ديولافوي ثلاث مرات للبحث عن حفريات أثرية. وهي معروفة بأبحاثها عن مدينة شوشان التاريخية.

## المسيرة المهنية
وُلِدت جان ديولافوي باسم جان هينرييت ماغر (Jeanne Henriette Magre) لعائلة غنية في تولوز، فرنسا. درست في دير انتقال العذراء في اوتويل (بالفرنسية: Couvent de l'assomption d'Auteuil) في إحدى ضواحي باريس للفترة من 1862 إلى 1870. تزوجت مارسيل ديولافوي في مايو من عام 1870، في عمر التاسعة عشر عاما. في العام ذاته، اندلعت الحرب الفرنسية البروسية. تطوع مارسيل للمشاركة فيها، فأُرسل إلى الجبهة. رافقته جان مرتدية ً زي جندي نظامي وقاتلت جنبا إلى جنب معه.
مع نهاية الحرب، كان مارسيل موظفًا في سكة قطارات ميدي (Midi)، ولكن خلال السنوات العشر القادمة سيتنقل الزوجان في مصر والمغرب من أجل عمل يخص علم الآثار والاستكشاف. لم تحتفظ جان بما يوثق هذه الرحلات. أصبح اهتمام مارسيل يتزايد في العلاقة بين الهندسة المعمارية الشرقية والغربية، وفي عام 1879 قرر أن يكرس نفسه لعلم الآثار.
زار الزوجان بلاد فارس للمرة الأولى في عام 1881، وعادوا إليها مرتين بعد ذلك. الرحلة الأولى إلى بلاد فارس كانت بواسطة شاحنة من مارسيليا إلى القسطنطينية (إسطنبول)، وعن طريق قارب روسي إلى مدينة بوتي (Poti) على الساحل الشرقي للبحر الأسود. ومن ثم عبْر منطقة القوقاز وعن طريق أذربيجان إلى تبريز. من هناك تنقلوا بتوسع في بلاد فارس، إلى طهران، أصفهان، وشيراز. وثقت جان اكتشافاتهما باستخدام الصور الفوتوغرافية، الصور الايضاحية، والكتابة. وكتبت كذلك ملاحظات يومية خلال أسفارها، والتي تم نشرها لاحقا في مجلدين.
في مدينة سوشان، وجد الزوجان عدة نتاجات من صنع الإنسان وأنسجة صوفية مزينة (أفاريز) تم شحن العديد منها إلى فرنسا. إحدى هذه المنتجات التي وُجدت كانت (إفريز الأسد) الشهير التي عُرضت في متحف اللوفر.  غرفتان في المتحف يحتويان النتاجات التي جلبها الزوجان ديولافوي في مهماتهما. تثمينا لإسهاماتها، منحتها الحكومة الفرنسية عام 1886 رتبة وسام جوقة الشرف بدرجة فارس (بالفرنسية: Chevalier)
بعد رحلاتهما في بلاد فارس، قضت ديولافوي بعض الوقت متنقلة برفقة زوجها في إسبانيا والمغرب للفترة من عام 1888 إلى 1914. وكتبت كذلك روايتين: روايتها الأولى (باريساتيس Parysatis)، في عام 1890، تدور أحداثها في سوشان. حُولت الرواية لاحقا إلى أوبرا من قبل كامي سان صانز (Camille Saint-Saëns). روايتها الثانية، (ديشيانص Déchéance) تم نشرها في عام 1897. مارسيل تطوع للذهاب إلى مدينة الرباط في المغرب خلال الحرب العالمية الأولى، ورافقته جان. وخلال تواجدها في المغرب، بدأت صحتها بالتراجع، أصيبت بالزحار الأميبي مما أجبرها على الرجوع إلى فرنسا حيث توفيت في بومبيرتوزات (Pompertuzat) في عام 1916. الزوجان اللذان لا ولد لهما تركا بيتهما الذي في 12 شارع رو شاغدين في باريس تحت تصرف الصليب الأحمر الفرنسي والذي بدوره استمر في استغلاله لمكتب من البناية لا يزال قائما إلى يومنا هذا.

## لِبس الجنس الآخر
خلال أسفارها خارج البلد، جان ديولافوي فضلت أن تلبس ملابس الرجال وأن تجعل شعرها قصيرا، وذلك بسبب أن النساء كن يعانين من صعوبة التنقل بحرية في البلدان المسلمة. ولبست لباس الرجال كذلك عندما حاربت بجانب مارسيل ديولافوي خلال فترة الحرب الفرنسية البروسية واستمرت على لبس ملابس الرجال عندما عادت بعدها إلى فرنسا. كان هذا التصرف معارضا للقانون الفرنسي في تلك الفترة، ولكن عندما عادت من الشرق الأوسط حصلت خصوصًا على «رخصة لبس الجنس الآخر» من مدير الشرطة. من الصعب تحديد أسباب ودوافع ديولافوي لاختيار لبس ملابس الرجال. كتبت ذات مرة، «أفعل هذا لتوفير الوقت، أشتري بدلات جاهزة وبهذا أستطيع استغلال الوقت الذي وفرته بهذه الطريقة لإنجاز مزيد من العمل» ولكن، بالنظر إلى أنها ضمنت شخصيات كثيرة يلبسون لباس الجنس الآخر في قصصها (انظر رواياتها فولونتير وفرير بيلاج على سبيل المثال) فيبدو بوضوح أنها كانت تمتلك هوسا بموضوع لبس الجنس الآخر وأن دوافعها تبدو بانها أكثر تعقيدا من مسألة الراحة فقط.
ديولافوي اعتبرت نفسها مساوية لزوجها، ولكنها كذلك كانت وفية له كثيرًا. كانت معارضة لفكرة الطلاق، معتقدة أنها تقليلٌ من مستوى النساء. خلال الحرب العالمية الأولى، قدمت عريضة تطالب فيها بالسماح للنساء بأخذ دور أكبر في السلك العسكري. كانت عضوا في لجنة تحكيم جائزة فيمينا الأدبية منذ تأسيسها في عام 1904 وحتى وفاتها.v
أطلقت جان ديولافوي على نفسها تسمية «معاون مارسيل» (بالفرنسية Collaborateur) حيث أصرت عمدًا على استخدام التركيبة الخاصة بالمذكر لكلمة معاون. قائلة بأن «المعاونة الانثى ستكون مصدر ازعاج.» ومرة أخرى، لبست جان ملابس الرجال لمدة 14 عشر شهرا في بلاد فارس خلال الرحلة التي قطعت فيها 6000 كيلومترا، معظمها كانت على ظهر الخيل. ولقد كان قرارا صائبا حيث أن تواجد النساء في هكذا رحلة سيكون أمرا حساسًا وخطيرًا في الوقت ذاته. كلاهما حملا السلاح واستخدماه في عدة مناسبات. عانى الزوجان ديولافوي خلال رحلاتهما من نزلات حمى غامضة عديدة. واضطرت جان إلى حلق شعر رأسها بسبب القمل. عندما التقوا بالشاه، رفض الشاه بأن يقر أن هي في الحقيقة امرأة. *

## المؤلفات
الأعمال الكبرى المنشورة
- بلاد فارس، كلديا وسوسيانا 1881-1882 باريس. 1887
- الشرق تحت الحجاب. من شيراز إلى بغداد 1881-1882 (المجلد الثاني) باريس 1889
- في سوشان 1884-1886 مجلة الحفريات Journal des fouilles، باريس 1888
- باريساتيس. Parysatis باريس 1890
- فولونتير Volontaire. باريس 1892
- زهرة هاترا والحكيم (قصص قصيرة) باريس 1893
- الأخ بيلاج. باريس 1894
- مصادرة. باريس 1897
- اراكون وفالينس. باريس 1901
- الزوج المثالي (ترجمة من فراي لويس دي ليون Fray Luis de León) باريس 1906
- بلاد القلعة (كاستيليا) والأندلس. باريس 1908
- ايزابيلا والكبير. باريس 1920

ترجمات
- آدامز، أماندا نساء الحقل: عالمات الاثار الأوائل وبحثهن عن المغامرة.

Douglas & McIntyre، ISBN 978-1-55365-433-9
- روسلر، هيثر الولد اللطيف الزوجة العزيزة: جان ديولافوي في بلاد فارس 1881-1886

Wakefield Press، ISBN 978-1-74305-378-2

## روابط خارجية
- جان ديولافوي على موقع ميوزك برينز (الإنجليزية)